# وست لاک استیتس (هاوایی)
وست لاک استیتس (به انگلیسی: West Loch Estate) یک منطقهٔ مسکونی در ایالات متحده آمریکا است که در هاوایی واقع شده‌است. وست لاک استیتس ۱٫۶ کیلومتر مربع مساحت و ۵٬۴۸۵ نفر جمعیت دارد و ۳٫۰۵ متر بالاتر از سطح دریا واقع شده‌است.